# FIA bilsportklasser

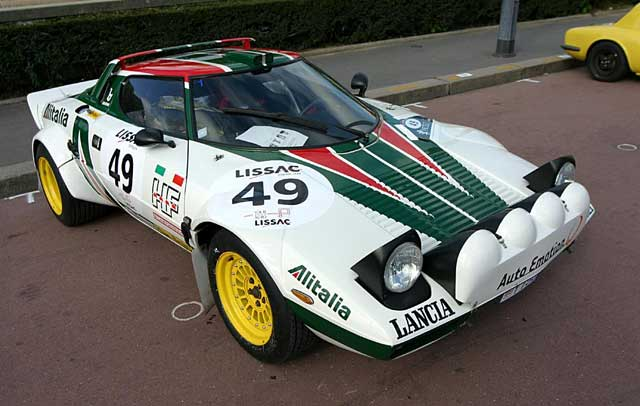
Lancia Stratos grupp 4 rallybil.

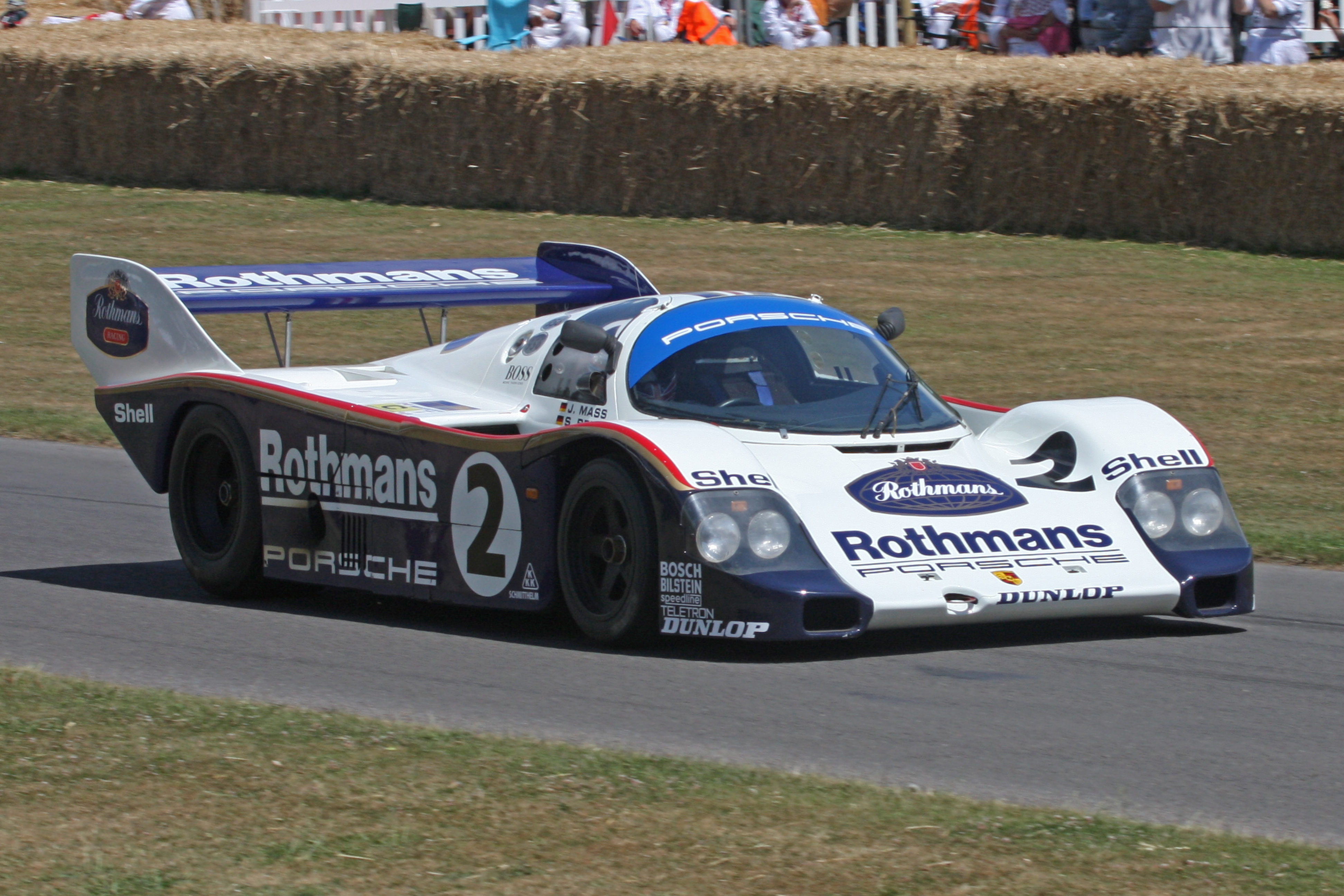
Porsche 956 grupp C sportvagn.

FIA bilsportklasser är ett regelverk som Internationella Bilsportsförbundet (FIA) använder för att klassa tävlingsbilar för deltagande i sportvagnsracing och rally. 

## Bakgrund
FIA har sedan 1950-talet delat upp tävlingsbilar i standardvagnar, Gran turismo och rena sportvagnsprototyper. Varje klass har sedan sitt eget regelverk. Ofta har FIA satt upp en undre gräns för antalet bilar som måste produceras under en tolvmånadersperiod för att en bilmodell ska få homologeras i en viss klass.

## Kronologi
Tävlingsbilar har klassats olika under åren. Här följer en sammanställning:

### 1961 - 1965
För den här perioden delades bilarna in i fyra grupper, enligt FIA:s Appendix J, artikel 252.
- Kategori A Standardvagnar
  - Grupp 1 : Standardvagnar
  - Grupp 2 : Modifierade standardvagnar
- Kategori B GT-vagnar
  - Grupp 3 : GT-vagnar
- Kategori C Sportvagnar
  - Grupp 4 : Sportvagnar

### 1966 - 1969
Till 1966 genomförde FIA en grundlig uppdatering av klassningen, som resulterade i hela nio grupper. (Siffrorna inom parentes betecknar minsta antal producerade bilar för homologering.)
- Kategori A Produktionsbilar
  - Grupp 1 : Serietillverkade standardvagnar (5000 st)
  - Grupp 2 : Modifierade standardvagnar (1000 st)
  - Grupp 3 : GT-vagnar (500 st)
  - Grupp 4 : Sportvagnar
- Kategori B Specialbilar
  - Grupp 5 : Special Production Car (50 st)
  - Grupp 6 : Sportvagnsprototyper
- Kategori C Tävlingsbilar
  - Grupp 7 : Tvåsitsiga tävlingsbilar
  - Grupp 8 : Formelbilar
  - Grupp 9 : Formel Libre

### 1970 - 1975
1970 gjordes en korrigering, som främst gällde grupp 4- och grupp 5-bilarna.
- Kategori A Produktionsbilar
  - Grupp 1 : Serietillverkade standardvagnar (5000 st)
  - Grupp 2 : Modifierade standardvagnar (1000 st)
  - Grupp 3 : Serietillverkade GT-vagnar (1000 st)
  - Grupp 4 : Modifierade GT-vagnar (500 st)
- Kategori B Specialbilar
  - Grupp 5 : Special Production Car (25 st under 1970-71, därefter inget minimikrav.)
  - Grupp 6 : Sportvagnsprototyper
- Kategori C Tävlingsbilar
  - Grupp 7 : Tvåsitsiga tävlingsbilar
  - Grupp 8 : Formelbilar
  - Grupp 9 : Formel Libre

### 1976 - 1982
1976 reducerades antalet kategorier och grupper något. Största förändringen skedde inom grupp 5.
- Kategori A Produktionsbilar
  - Grupp 1 : Serietillverkade standardvagnar (5000 st)
  - Grupp 2 : Modifierade standardvagnar (1000 st)
  - Grupp 3 : Serietillverkade GT-vagnar (1000 st)
  - Grupp 4 : Modifierade GT-vagnar (400 st)
  - Grupp 5 : Special Production Car
- Kategori B Tävlingsbilar
  - Grupp 6 : Sportvagnsprototyper
  - Grupp 7 : Formelbilar
  - Grupp 8 : Formel Libre

### 1983 -
Till 1983 införde FIA en helt ny gruppindelning, som i stort sett är gällande än idag.
- Kategori I
  - Grupp N : Produktionsbilar
  - Grupp A : Standardvagnar
  - Grupp B : GT-vagnar
- Kategori II
  - Grupp C : Sportvagnar
  - Grupp D : Formelbilar
  - Grupp E : Formel Libre

Dessa klassningar har haft lite olika livslängd. Grupp N och grupp A lever i princip vidare, utvecklade till Super 2000 och Supertouring. Grupp B förbjöds efter flera allvarliga olyckor i rally-VM 1986. Grupp C försvann tillsammans med sportvagns-VM efter säsongen 1992.